# Planeta Sheena
Planeta Sheena (ang. Planet Sheen, 2010-2013) – amerykański serial animowany stworzony przez Keitha Alcorna i Steve’a Oedekerka. Jest to spin-off serialu Jimmy Neutron: mały geniusz. Premiera serialu odbyła się 2 października 2010 roku na amerykańskim Nickelodeon. Premiera serialu w Polsce odbyła się 14 maja 2011 roku na kanale Nickelodeon Polska. Od 8 kwietnia 2014 roku serial był emitowany w TV Puls 2.

## Fabuła
Serial opisuje przygody Sheena Esteveza, który trafia na planetę Zeenu w wyniku awarii promu kosmicznego. Aby powrócić szczęśliwie do domu, musi stawić czoła kosmicznym stworom, którzy będą starali się go uniemożliwić.

## Obsada
- Jeff Garcia – Sheen Estevez
- Bob Joles – Nesmith
- Rob Paulsen – Doppy
- Soleil Moon Frye – Aseefa
- Jeff Bennett – Platfus
- Candi Milo – Oom #1
- Morgan Murphy – Oom #2
- Fred Tatasciore – Cesarz

## Wersja polska
Wersja polska: na zlecenie Nickelodeon Polska – Start International Polska

Reżyseria: Marek Klimczuk

Dialogi polskie: Marcin Bartkiewicz

Teksty piosenek: Jakub Osiński

Dźwięk i montaż: Hanna Makowska

Kierownictwo produkcji: Dorota Nyczek

Nadzór merytoryczny: Aleksandra Dobrowolska, Katarzyna Dryńska

Wystąpili:
- Tomasz Bednarek – Sheen
- Grzegorz Drojewski – Doppy
- Miłogost Reczek – Cesarz
- Joanna Węgrzynowska – Księżniczka Oom
- Cezary Nowak – Nesmith
- Zbigniew Suszyński – Platfus
- Waldemar Barwiński – Pinter

oraz
- Jakub Szydłowski – Owocowy Żul (odc. 21a, 24)
- Cezary Kwieciński
- Leszek Zduń – Narrator (odc. 11a)
- Robert Tondera
- Jarosław Domin – Dipthwak (odc. 13a)
- Joanna Jabłczyńska – Aseefa
- Agnieszka Fajlhauer
- Mikołaj Klimek
- Janusz Wituch
- Jacek Bończyk – bracia Gronzo (odc. 6a)
- Wojciech Paszkowski
- Jacek Kopczyński – 
  - Banarok Dziecioręki (odc. 18b, 25b),
  - potwór (odc. 19)
- Paweł Szczesny – Blogar – ojciec Doppy'ego (odc. 9b, 11b, 13a, 15b, 20a, 21b, 23b)
- Brygida Turowska – Hadżingi – matka Doppy'ego (odc. 9b, 11b, 13a, 15b, 20a, 21b, 23b)
- Krzysztof Cybiński – Bluzgi (odc. 12a)
- Anna Apostolakis – Obezjana (odc. 13b)
- Janusz Zadura – 
  - Kapelusznik (odc. 17a),
  - sprzedawca wąsów (odc. 19a),
- Anna Sroka – Cesarzowa (odc. 22a)
- Piotr Bąk – Kronktor Obleśny (odc. 26b)

Piosenkę tytułową wykonali: Jakub Szydłowski, Anna Sztejner, Beata Wyrąbkiewicz, Tomasz Bednarek i Grzegorz Drojewski

Lektor: Andrzej Leszczyński

## Odcinki
- Serial pojawił się 14 maja 2011 roku na kanale Nickelodeon.
- Ostatni odcinek (24) pojawił się 23 sierpnia 2013 roku.
  - Seria 1 (odcinki 1-10) – od 14 maja do 10 lipca 2011 roku,
  - Seria 1 (odcinki 11-20) – od 3 listopada 2011 roku do 5 stycznia 2012 roku,
  - Seria 1 (odcinki 21-26) – od 2 sierpnia do 7 września 2012 roku.

## Spis odcinków
| Premiera odcinka | N/o | Polski tytuł                           | Angielski tytuł                      |
| ---------------- | --- | -------------------------------------- | ------------------------------------ |
|                  |     |                                        |                                      |
| SERIA PIERWSZA   |     |                                        |                                      |
|                  |     |                                        |                                      |
| 14.05.2011       | 01  | Pilot                                  | Pilot                                |
|                  |     |                                        |                                      |
| 21.05.2011       | 02  | Uroki Boroka                           | Is This Cute?                        |
| 21.05.2011       | 02  | Kosmita z sąsiedztwa                   | The Boy Next Dorkus                  |
|                  |     |                                        |                                      |
| 22.05.2011       | 03  | Chock – szok                           | What’s Up Chock?                     |
| 22.05.2011       | 03  | Dwa oblicza miłości                    | Joust Friends                        |
|                  |     |                                        |                                      |
| 29.05.2011       | 04  | Dzień Sheena                           | Sheen for a Day                      |
| 29.05.2011       | 04  | Ogniem i chlebem                       | Well Bread Man                       |
|                  |     |                                        |                                      |
| 05.06.2011       | 05  | Ultra-miłość nie rdzewieje             | Cutting the Ultra-Cord               |
| 05.06.2011       | 05  | Bzdakowy skrytożerca                   | Trial by Jerry                       |
|                  |     |                                        |                                      |
| 12.06.2011       | 06  | Pokonać Trójkę Gronzo                  | Keeping Up with the Gronzes          |
| 12.06.2011       | 06  | Torzilla                               | Torzilla                             |
|                  |     |                                        |                                      |
| 19.06.2011       | 07  | Dziękczybranie                         | Thanksgetting                        |
| 19.06.2011       | 07  | Z brzydotą jej do twarzy               | There’s Something About Scary        |
|                  |     |                                        |                                      |
| 26.06.2011       | 08  | Teatr jednego Sheena                   | Act I, Sheen I                       |
| 26.06.2011       | 08  | Nowe szaty Sheena                      | Money Suits Sheen                    |
|                  |     |                                        |                                      |
| 03.07.2011       | 09  | Śmierdząca sprawa                      | Washing My Sheen                     |
| 03.07.2011       | 09  | Zagadkowa roślina                      | Stuck in the Riddle with You         |
|                  |     |                                        |                                      |
| 10.07.2011       | 10  | Chocktar na jeden dzień                | Chock Around the Clock               |
| 10.07.2011       | 10  | Akcja Raffen-stoper                    | The Oomlick Maneuver                 |
|                  |     |                                        |                                      |
| 03.11.2011       | 11  | Baseballowa drużyna Sheena             | Ooze on First                        |
| 03.11.2011       | 11  | Grupa uderzeniowa do walki z potworami | Monster-Fighting Combat Strike Force |
|                  |     |                                        |                                      |
| 10.11.2011       | 12  | Zagiąć Bluzga                          | To Chill A Mocking Blurg             |
| 10.11.2011       | 12  | Wielki Sheendini                       | Now You Sheen It                     |
|                  |     |                                        |                                      |
| 17.11.2011       | 13  | Strachliwi goście                      | Desperate House Guests               |
| 17.11.2011       | 13  | Nesvidania                             | Nesvidanya                           |
|                  |     |                                        |                                      |
| 24.11.2011       | 14  | Sheen rządzi                           | Sheen Says                           |
| 24.11.2011       | 14  | Nie mam do Ciebie zdrowia              | Hippocratic Oaf                      |
|                  |     |                                        |                                      |
| 01.12.2011       | 15  | EkspreSheenizm                         | ExpreSheenism                        |
| 01.12.2011       | 15  | Za potrzebą                            | Gotta Go                             |
|                  |     |                                        |                                      |
| 08.12.2011       | 16  | Ma-Sheen-a wojenna                     | Well Oiled Fighting Ma-Sheen         |
| 08.12.2011       | 16  | Platfus w okowach                      | Dorkus in Chains                     |
|                  |     |                                        |                                      |
| 15.12.2011       | 17  | Trochę od czapy                        | He Went Hataway                      |
| 15.12.2011       | 17  | Mam cię na końcu języka                | Tongue-Tied                          |
|                  |     |                                        |                                      |
| 22.12.2011       | 18  | Nesmith ma gadane                      | Nesmith Is Spoken For                |
| 22.12.2011       | 18  | Totalna Glupota                        | Feeling Roovy                        |
|                  |     |                                        |                                      |
| 29.12.2011       | 19  | Wąsopląs                               | Shave the Last Dance for Me          |
| 29.12.2011       | 19  | Olbrzymi błąd                          | Berry Big Trouble                    |
|                  |     |                                        |                                      |
| 05.01.2012       | 20  | Modzioł ofiarny                        | Scape Doat                           |
| 05.01.2012       | 20  | Kuchnia Sheena                         | Haute CuiSheen                       |
|                  |     |                                        |                                      |
| 02.08.2012       | 21  | Nogi nie od parady                     | MetamorphoSheen                      |
| 02.08.2012       | 21  | Sheen-nowacja                          | MiSheen Impossible                   |
|                  |     |                                        |                                      |
| 09.08.2012       | 22  | Koszmar bezsenny                       | Nightmare Sheenario                  |
| 09.08.2012       | 22  | Drakbokowa draka                       | Drak-A-Bye-Baby                      |
|                  |     |                                        |                                      |
| 16.08.2012       | 23  | Powietrzny wyścig                      | Sheen Racer                          |
| 16.08.2012       | 23  | Taneczna gorączka                      | QuaranSheen                          |
|                  |     |                                        |                                      |
| 23.08.2012       | 24  | Drużyna Banana                         | Banana Quest                         |
|                  |     |                                        |                                      |
| 30.08.2012       | 25  | Potworna noc                           | Raging Belle                         |
| 30.08.2012       | 25  | Wredny oddech                          | Breath Wish                          |
|                  |     |                                        |                                      |
| 07.09.2012       | 26  | Interesowny pomocnik                   | Blunderlings                         |
| 07.09.2012       | 26  | Dzień Majtorów                         | Dawn of the Wedge                    |
|                  |     |                                        |                                      |

## Błędy w emisji
- Dnia 14 maja 2011 roku pierwszy odcinek został wyemitowany bez planszy tytułowej, mimo to odcinek był z polskim dubbingiem.
- Dnia 15 maja 2011 roku drugi odcinek został przez pomyłkę wyemitowany ze złą wersją językową (angielską) niezgodną z polską emisją. Po południu odcinek został przypadkowo wyemitowany w wersji rosyjskiej, również niezgodnej z polską emisją. Na kolejnej powtórce dnia 21 maja 2011 roku Nick Polska poprawił wyżej wymieniony błąd i wyemitował ten odcinek już z polskim dubbingiem.